# Ann Bergson-Dix
Ann Bergson-Dix, född 1928 i Karlstad, är en svensk konstnär. Hon var dotter till direktören Isak Bergson. Hon var gift med konstnären Dick (Conrad) Romyn (död 2007).  Hon bor nu i New York. 
Bergson-Dix har medverkat i Värmlands konstförenings utställningar i Karlstad. Hennes konst består av stilleben, landskap och figurer i olja. 
Bergson-Dix är representerad vid Nationalmuseum med en blomstudie i akvarellerad tuschteckning samt ett porträtt i olja föreställande Birgit Tengroth samt med några litografier.